# Klát

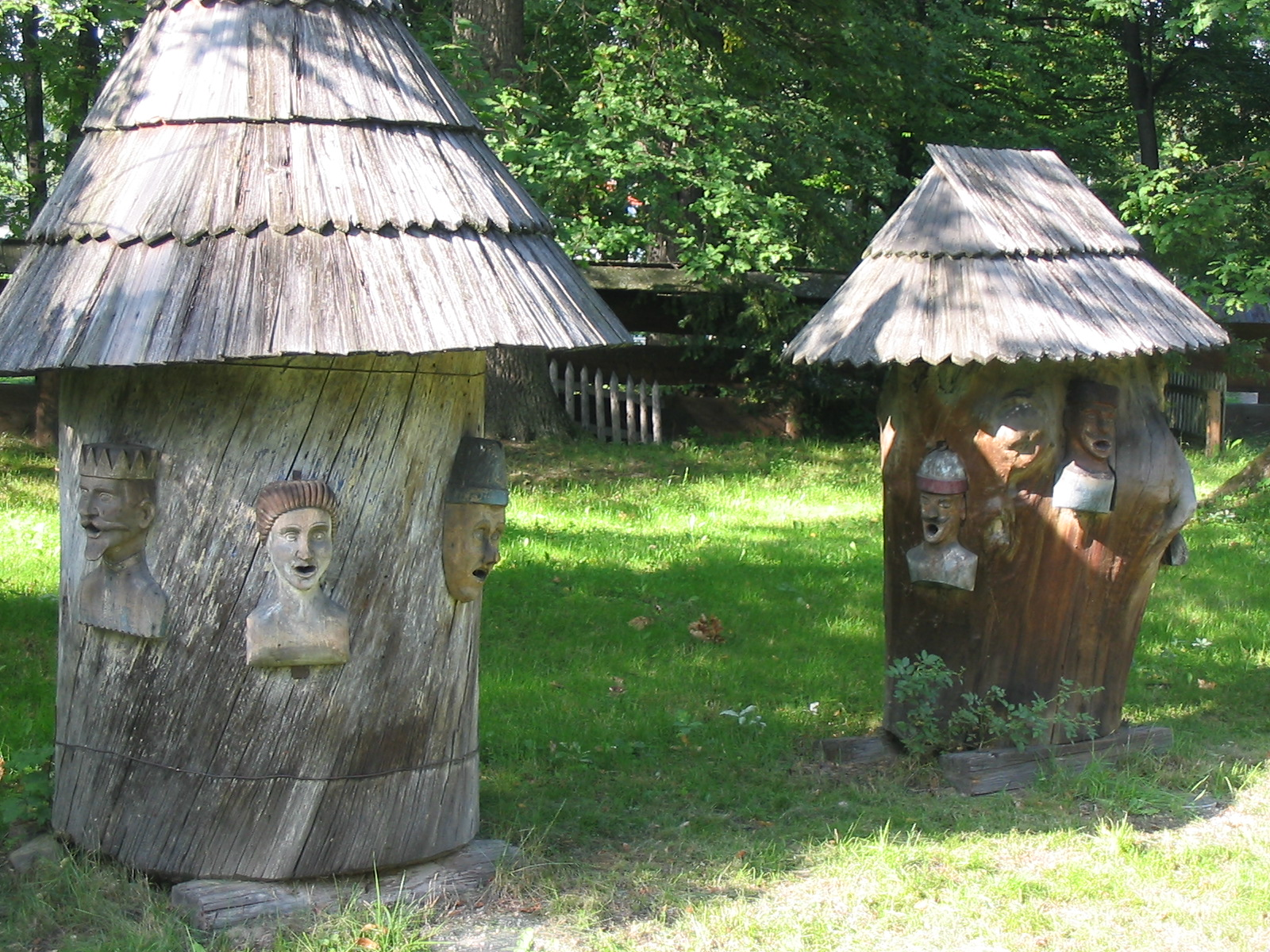
Kláty s česny ve tvaru obličejů, Valašské muzeum v přírodě

Klát je lidový název pro špalkový úl.

## Vývoj klátů
České území bylo ve středověku porostlé převážně listnatými lesy, kde v dutinách vykotlaných stromů zvaných brtě žily lesní včely. Sběrem lesního medu vylamováním pláství se zabývali brtníci. Staří Slované měli sladká jídla v oblibě, stejně jako medovinu. Med byl od středověku až do 18. století jediným běžně dosažitelným sladidlem. Již v 10. a 11. století začal být sběr lesního medu nahrazován domácím chovem včel. Brtníci přenášeli špalky vykotlaných stromů se včelstvy na kraj lesa, později začali kláty vyrábět sami. Vydlabali vnitřek špalku dřeva, zakryli dutinu slaměnou nebo šindelovou stříškou a vyřízli nebo vyvrtali otvor pro vlet včel (česno). Do klátu, který díky silným stěnám (až 30 cm) chránil včelstvo před mrazem, pak přenesli včelí roj. Někteří hospodáři vlastnili i několik desítek klátů, do některých se vešla až tři včelstva. Pro lepší orientaci včel odlišovali vletové otvory (česna) i celé kláty natřením pestrými barvami, V období baroka se objevují kláty zdobené řezbou, některé měly i tvar postav. Kromě klátů se již v baroku používaly i jednodušší dřevěné nebo slaměné úly.